# Miwako Okuda
Miwako Okuda (jap. 奥田美和子 Okuda Miwako; ur. 13 lutego, 1982 w Yonago City, Tottori) - japońska piosenkarka solowa, popowa i rockowa śpiewająca dla BMG JAPAN INC.
Miwako zaczęła śpiewać, gdy była dzieckiem. Przyjechała do Tokio wraz z kolegami z kapeli i tam zaczęła się jej kariera. Dwie z jej piosenek zostały użyte w anime:
- 'Born'- użyte w openingu anime 'Le Chevalier D'Eon'
- 'Shizuku'- użyte w drugim endingu anime 'Gto-Great Teacher Onizuka'

## Dyskografia
Albumy
- "Futari" (Luty 22, 2005)
- "Kimi o omou" (Wrzesień 9, 2006)

Single
- "Shizuku" (Luty 2, 2000)
- "Tsuki" (Lipiec 21, 2000)
- "Aozora no hate" (Listopad 11, 2003)
- "Utau riyū / Habataite tori wa kieru" (Marzec 3, 2004)
- "Yume" (Wrzesień 9, 2004)
- "Ame to yume no ato ni" (Maj 5, 2005)
- "Boku ga ikite ita koto" (Wrzesień 7, 2005)
- "Born" (Sierpień 30, 2006)
- "Buster"(2008,???)---feat. brainchild's
- "Kimi no te" (2009,???)